# بنبان سنونوي الذيل
بنبان سنونوي الذيل (الاسم العلمي: Trachinotus coppingeri) (بالإنجليزية: Swallowtail dart)‏ هو نوع من الأسماك يتبع جنس البنبان من فصيلة الشيميات.